# Nils Agenmark
Nils Johan Agenmark, född 4 oktober 1915 i Älvkarleby församling, Uppsala län, död 13 januari 1994 i Vantörs församling, Stockholms län, var en svensk spelman. Han var dotterson till spelmannen Hjort Anders Olsson, bördig från Bingsjö i Dalarna, och det är därifrån han hade de flesta av sina låtar. Agenmark var dock bosatt i Stockholm. Han spelade med en livlig vitalitet och med många drillar. Nils Agenmark är gravsatt i minneslunden på Brännkyrka kyrkogård.

## Priser och utmärkelser
- 1970 – Jan Johansson-stipendiet